# Баррі Коммонер
Баррі Коммонер (англ. Barry Commoner; 28 травня 1917, Бруклін, Нью-Йорк, США — 30 вересня 2012, Мангеттен, Нью-Йорк, США) — американський біолог, еколог та політик.

## Біографія
Баррі Коммонер народився 28 травня 1917 року в місті Бруклін, Нью-Йорк, США. Його батьки були євреями, що імігрували з Російської імперії. Він отримав ступінь бакалавра із зоології у Колумбійському університеті 1937 року. У Гарвардському університеті він захистив магістерську (1938) та докторську (1941).
Під час Другої світової служив лейтенантом у Військово-морських силах США, а по завершенні війни він переїхав до міста Сент-Луїс, штат Міссурі, де він став професором із фізіології рослин в університеті Вашингтона в Сент-Луїсі.
Наприкінці 1950-их Баррі Коммонер став відомим через свої протести проти ядерних випробувань. Він є автором декількох книг про негативний вплив атмосферних (наземних) ядерних тестувань. 1970 року він отримав нагороду від Міжнародного гуманістичного та етичного союзу. 1971 року вийшла його книга «Коло, що замикається» (англ. The Closing Circle). У цій же книзі було сформульовано чотири закони Коммонера:
1. Усе пов'язане з усім (англ. Everything is connected to everything else). Існує одна екосфера для усіх живих організмів; що впливає на одного, впливає на усіх.
2. Усе мусить кудись діватися (англ. Everything must go somewhere). Нема такого поняття як «відходи» у природі і нема такого «геть», куди речі можна викинути.
3. Природа знає краще (англ. Nature knows best). Людство через технології хоче покращити природу, але така зміна у природній системі може бути руйнівна для неї.
4. Нема такого поняття як «безкоштовний обід» (англ. There is no such thing as a free lunch). Експлуатація природи неминуче передбачатиме перетворення ресурсів із корисних на непридатні.

Він був кандидатом у президенти США на виборах 1980 року від Громадянської партії США. ЛаДонна Гарріс спершу балотувалася із ним на віце-президента США, але в Огайо її замінила Рета Генсон. Також він був редактором журналу «Ілюстрована наука».
Баррі Коммонер помер 30 вересня 2012 року в місті Мангеттен, Нью-Йорк, США.

### Книги
- Science and Survival (1966), New York: Viking OCLC 225105 — on «the uses of science and technology in relation to environmental hazards»[13]
- The Closing Circle: Nature, Man, and Technology (1971), New York: Knopf ISBN 978-0-394-42350-0.
- The Poverty of Power: Energy and the Economic Crisis (1976), New York: Random House ISBN 978-0-394-40371-7.
- The Politics of Energy (1979), New York: Knopf ISBN 978-0-394-50800-9.
- Making Peace With the Planet (1990), New York: Pantheon ISBN 978-0-394-56598-9.

### Звіти
- «Long-range Air Transport of Dioxin from North American Sources to Ecologically Vulnerable Receptors in Nunavut, Arctic Canada», (2000), Commoner, Barry, Bartlett, Paul Woods, Eisl, Holger, Couchot, Kim, Center for the Biology of Natural Systems, Queens College, City University of New York, published by North American Commission for Environmental Cooperation, Montréal, Québec, Canada, September.